# Kjulaby
Kjulaby är en mindre by strax norr om tätorten Kjulaås (Kjula) i Eskilstuna kommun.
Kjulaby omtalas i skriftliga handlingar första gången 1422. Byn låg ursprungligen vid en vik på södra stranden av Kafjärden men flyttades sedan upp på två flacka moränbackar, skilda av en svacka. Vid storskiftet 1768 bestod byn av åtta gårdar. Vid ett nytt storskifte 1806 hade ytterligare gårdar tillkommit. Då laga skifte genomfördes 1859 fanns elva gårdar i byn. I samband med detta flyttades ett par gårdar ut till en by vid Väla, där fyra bondgårdar efterhand uppstod. Ännu på 1950-talet fanns nio gårdar kvar i byn.
Eskilstuna-Kuriren gjorde en reportageserie "Livet i Kjulaby" 1977/78 som handlade om byns familjer. Byn förekommer även i filmen Nionde kompaniet av Colin Nutley. Filmen utspelar sig dessutom på det numera nedlagda regementet Södermanlands regemente P 10/Fo 43. Flera invånare i byn är även statister i filmen.
Huvudbyggnaderna i Kjulabys bondgårdar härrör huvudsakligen från sekelskiftet 1900 med liggande panel. Många var ursprungligen målade i falurött men har idag olika kulörer. Bland ekonomibyggnaderna finns många äldre varav en del från tiden före laga skifte.